# Vía (automoción)

Vía de ruedas (medida entre los planos centrales de las ruedas)

La vía (en Sudamérica, trocha) representa la distancia entre las ruedas del mismo eje, tomada al plano central de las mismas (o de exterior a interior). Aunque no se aprecie a simple vista, las vías delanteras y traseras del mismo automóvil, no siempre son iguales.